# Ray Close
Ray Close (Belfast, 20 gennaio 1969) è un ex pugile britannico, ex campione europeo dei supermedi.
Esordisce nel pugilato professionistico il 19 ottobre 1988 affrontando a Belfast Steve Foster, che sconfigge per ko al secondo round, in una riunione in cui il suo incontro è il sottoclou di Eammon Loughran e Sam Storey.
Dopo cinque incontri e altrettante vittorie combatte contro Rocky McGran per il vacante titolo irlandese dei supermedi; Close vince per ko al 7º round una cintura che detiene per anni pur difendendola per la prima volta solo due anni dopo, vittoriosamente nel 1991, contro Terry Magee. In mezzo disputa numerosi incontri, subendo anche la sua prima sconfitta, con Denys Cronin.
Nel luglio 1992 nel suo primo grande incontro viene sconfitto da Frank Nicotra a Pontault Combault per ko nell'europeo supermedi. L'anno seguente combatte ancora per la stessa cintura a Campione d'Italia, ma stavolta il risultato cambia: sconfigge Vincenzo Nardiello per ko tecnico al 10º round.
Questo successo gli spalanca la porta per una chance mondiale: due mesi dopo è sullo stesso ring con il campione del mondo WBO Chris Eubank. I due pareggiano un match che vede Close andare al tappeto dello Scottish Exhibition Centre di Glasgow durante l'undicesima ripresa. La WBO organizza una ripetizione dell'incontro, che ha luogo il 21 maggio 1994 alla King's Hall di Belfast; qui Close viene sconfitto ai punti con decisione non unanime.
Fu fissato un terzo combattimento contro Eubank, ma poco prima del suo svolgimento il British Boxing Board of Control gli revocò la licenza per non aver superato una risonanza magnetica. Successivamente gli furono trovate due lesioni nel cervello. Ottenne comunque una licenza negli USA dall'Illinois State Boxing Commission e combatté con alcuni pugili di basso livello. Chiude con una serie di cinque vittorie, l'ultima nel 1997 con Larry Willis, ko al 5º round.
Vanta in carriera un record finale di 25 vittorie (14 ko), 3 sconfitte e un pari.